# Motown Superstar Series Vol. 7
Motown Superstar Series Vol. 7 è una raccolta del cantante statunitense Michael Jackson pubblicata nel 1980 dalla Motown.

## Tracce
1. One Day in Your Life
2. Ben
3. Take Me Back
4. Just a Little Bit of You
5. I Wanna Be Where You Are
6. We're Almost There
7. Cinderella Stay Awhile
8. Got to Be There
9. Rockin' Robin
10. With a Child's Heart